# Rarwino (powiat białogardzki)
Rarwino (niem. Rarfin) – wieś sołecka w Polsce, położona w województwie zachodniopomorskim, w powiecie białogardzkim, w gminie Białogard. W latach 1975–1998 wieś należała do województwa koszalińskiego. W roku 2007 wieś liczyła 213 mieszkańców. Jest najbardziej na zachód położoną miejscowością w gminie.

## Geografia
Wieś leży ok. 15 km na południowy zachód od Białogardu, przy trasie byłej linii wąskotorowej Białogard – Lepino. W niewielkiej odległości przepływa rzeka Pokrzywnica. Wieś w układzie owalnicy, w terenie pagórkowatym. Otoczona przez pola, łąki oraz lasy.

## Historia
Rarwino to wieś o metryce średniowiecznej. W 1299 r. był wzmiankowany Gustlavusde Rarvyn. Wieś pojawia się w dokumentach po raz pierwszy w 1380 r. Miejsce należało do najstarszych posiadłości rodziny von Flemming. W 1491 roku wzmiankowana jako lenno rodziny von Podewils. W 1729 r. Grzegorz Henryk v. Podewils sprzedał majątek generałowi Janowi Fryderkowi von Platen. W 1775 r. następuje alodyfikacja majątku przez von Platen. W 1784 r. wieś stanowiła własność szlachecką. Król Fryderyk II w 1780 r. dał środki na melioracje i postawienie folwarku, wśród pól, nosił nazwę Friderichshofe. W 1. poł. XIX wieku majątek przechodzi w ręce rodziny Guse. Na początku XX wieku właścicielem był Hans Henryk Guse. W rękach tej rodziny majątek pozostawał aż do końca II wojny światowej.

## Zabytki
Do wojewódzkiego rejestru zabytków wpisane są:
- kościół ewangelicki, obecnie rzymskokatolicki filialny pod wezwaniem Narodzenia NMP[5], barokowy, wybudowany w 1572 r., przebudowany w 1751 i 1834 r., nr rej. 198 z 1 lipca 1959 r. Kościół filialny, rzymskokatolicki należący do parafii pw. Podwyższenia Krzyża Świętego w Stanominie, dekanatu Białogard, diecezji koszalińsko-kołobrzeskiej, metropolii szczecińsko-kamieńskiej. Usytuowany w centrum wsi na terenie płaskim, otoczony owalnym placem o prostej podłodze urbanistycznej w całości wypełnionej trawiastą polaną, z drzewami rosnącymi wzdłuż parceli (jesion, lipa, klon (roślina)). Pierwotnie wokół kościoła rozciągał się cmentarz, obecnie zlikwidowany. Po stronie północno-zachodniej kościoła ustawiony jest współczesny misyjny krzyż. Teren przykościelny wyznaczony jest kamiennym cyklopowym murem o nieobrobionych ciosach górą we fragmentach ze współczesną metalową siatką na metalowych prostych słupach. Z 1532 r. zachował się ogólny zarys budynku oraz informacje o fundacji kościoła przez generała J. F. von Platen. Następna rozbudowa miała miejsce w 1751 r. W ich wyniku kościół otrzymał wystrój barokowy nadany poprzez formę i detal wieży oraz wewnątrz z ołtarzem głównym i emporami bocznymi. Dość nietypową i stanowiącą zagadkę stanowi sposób rozwiązania zachodniej części kościoła, z dwoma bardzo masywnymi, murowanymi słupami, przechodzącymi poprzez całą wysokość kościoła i wyznaczającymi wschodnią ścianę wieży. Po pożarze w 1803 r. został odbudowany. W kościele zachowały się tablice remontowe rzemieślników z 1884, 1897, 1892, 1919 oraz 1926 roku. W 1942 r. dzwon z kościoła odlany w 1576 r. został przeznaczony na przetopienie dla celów wojennych, ale uniknął tego losu i obecnie jest na cmentarzu w miejscowości Leichlingen (Rheinland) w Niemczech.
- park dworski z drugiej połowy XIX wieku, nr rej. 1042 z 24 czerwca 1978. Powierzchnia 4,00 ha, zlokalizowany w północnej części wsi, ładne okazy modrzewia europejskiego, jodły pospolitej i grupa platanów klonolistnych. Wzdłuż granicy parku przy drodze do Domacyna rośnie rząd kasztanowców pospolitych.

inne zabytki
- Dwór w  Rarwinie z drugiej połowy XIX wieku, pierwotnie składający się z korpusu i dwóch bocznych oficyn, które pełniły najprawdopodobniej rolę zabudowań gospodarczych. Taki układ został zaznaczony na mapie z 1889 r. Po przebudowie w latach 60. XX wieku pierwotny wygląd uległ zatarciu. Obecnie budynek jest bezstylowy
- grodzisko nizinne datowane na IX–X wiek. Położona na wzniesieniu wśród podmokłych łąk w odległości 550 m na północ od Rawina i 850 m na wschód od rzeki Pokrzywnicy. Jest to przykład osiedla obronnego Słowian z okresu wczesnego średniowiecza. Zabytkowy obszar ma wymiar 130 na 180 m.
- w Rarwinie znajdują się dwa nieczynne cmentarze:
  - przykościelny o pow 0,32 ha, rośnie klon srebrzysty
  - ewangelicki o pow. 0,23 ha. w runie rośnie bluszcz i konwalia majowa.

## Gospodarka
We wsi znajduje się kotłownia węglowa, funkcjonuje zbiorczy system odprowadzania ścieków.

## Transport
W Rarwinie znajduje się przystanek komunikacji autobusowej.

## Przyroda
Ze wsi do Podwilcza po obu stronach drogi rosną dęby szypułkowe i kasztany tworzące aleję o długości 2000 m o obw. 178–320 cm.

## Turystyka
Przez miejscowość wiodą dwa lokalne szlaki turystyczne:
- Szlakiem torami byłej kolejki wąskotorowej – rowerowo-pieszy, nieoznaczony
- Szlakiem parków, dworów i pałaców – motorowy, nieoznaczony.

## Osoby urodzone w Rarwinie
- Franz Woken (ur. 1685, zm. 1734) – niemiecki pedagog, historyk, teolog luterański

## Kultura i sport
W miejscowości jest świetlica wiejska.